# زمین‌لرزه ۱۹۳۰ سنیگالیا
زمین‌لرزه سنیگالیا  در تاریخ ۳۰ اکتبر ۱۹۳۰ میلادی، برابر با ‎۸ آبان ۱۳۰۹، ساعت ۷:۱۳:۱۰ به زمان یوتی‌سی در ایتالیا، منطقه سنیگالیا رخ داد. بزرگی آن ۶ در مقیاس ریشتر اعلام شده‌است. زمین‌لرزه به وقت محلی در روز پنج‌شنبه، ساعت ۸ روی داده و منطقه زمانی آن یوتی‌سی +۱ بوده‌است (با لحاظ تغییر ساعت تابستانی).
سازمان زمین‌شناسی آمریکا نیز جای این زمین‌لرزه را در مختصات ۴۳°۴۵′شمالی ۱۳°۳۰′شرقی / ۴۳٫۷۵°شمالی ۱۳٫۵°شرقی و بزرگی آنرا برابر با ۶ در مقیاس ریشتر اعلام کرده‌است.
شمار کشتگان زلزله حدود ۱۸ نفر بوده‌است.